# 祝品
祝品（？—？年），字公叙，號曉溪，浙江衢州府龍遊縣立德乡人，民籍。明朝政治人物。

## 生平
正德五年（1510年）庚午科浙江乡试舉人，九年（1514年）甲戌科二甲第八十三名進士，授刑部主事，明武宗久不视朝，每日嬉游西苑，祝品与同僚应大猷、田登、范时儆等人上书切谏，被逮入狱，不久诏令释放，京师号为七义士。历官刑部山东司署员外郎事主事，嘉靖二年（1523年）二月升广东按察司佥事，五年正月考察以不謹閑住，詔仍留供职，责以后功。六年七月升广西按察司副使，十月调任广东提学副使，不久礼部尚书桂萼上言改别处任用，遂由湖广副使萧鸣凤接任提学，祝品改任巡海道，晋福建左参政，乞休归乡。

## 家族
子祝尔介，进士，太和县知县；祝尔庆，举人，凤阳府同知。